# Burschenschaft Germania zu Würzburg
Die Burschenschaft Germania zu Würzburg ist eine farbentragende und pflichtschlagende Studentenverbindung. Die verbandsfreie Burschenschaft vereint Studenten und Alumni der Julius-Maximilians-Universität Würzburg sowie der Technischen Hochschule Würzburg-Schweinfurt. Sie werden als Würzburger Germanen (kurz: Germanen) bezeichnet.

## Farben und Wahlspruch

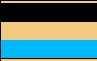
Germanenband

Die Farben der Burschenschaft Germania sind schwarz-gold-hellblau; sie werden von Burschen und Füchsen der Verbindung gleichermaßen getragen. Die Farbwahl geht auf das noch vor Beginn der Märzrevolution 1848 eingereichte Gesuch um Anerkennung zurück. Die Germanenmützen sind aus schwarzem Samt; seit 1848 zeigen auch sie die Germanenfarben.
Neben dem allgemeinen burschenschaftlichen Wahlspruch Ehre, Freiheit, Vaterland führt die Burschenschaft den Wahlspruch Honor praemium virtutis!. Dieser ersetzte 1887 den auf die Germania von 1842 zurückgehenden Wahlspruch: Virtute decet, non sanguine niti.

## Geschichte
Die Burschenschaft Germania zu Würzburg sieht sich als Nachfolgerin der 1833 unterdrückten Burschenschaft von 1818.

### Germania von 1818
Nach der förmlichen Auflösung der Landsmannschaft Bavaria am Vortag erfolgte am 27. Juni 1818 die Gründung einer „neuen“ Burschenschaft oder „Germania“ durch deren Mitglieder und burschenschaftlich gesinnte Mitglieder der beiden anderen Landsmannschaften (Franconia, Moenania).
Diese stand einerseits im Gegensatz zu den weiterbestehenden Landsmannschaften Franconia und Moenania, andererseits aber auch zu einer kleineren Gruppe ehemaliger Nichtkorporierter, welche ab Dezember 1817 als Burschenschaft „Teutonia“ auftrat. Erst aufgrund Eingreifens des Burschentags kam es im März 1819 zur Auflösung der Teutonia und zur Übernahme ihrer Mitglieder als Renoncen der Germania.
Die Verfassung der Burschenschaft Germania trug demokratischen Charakter, insofern als die endgültige Entscheidung jeder Angelegenheit der allgemeinen Versammlung anheimgestellt war. Ein siebengliedriger Vorstand unter dem Vorsitz eines allmonatlich wechselnden, nach einem Monat Unterbrechung wieder wählbaren Sprechers leitete die Versammlung. Ferner bestand als vermittelnde Instanz zwischen Vorstand und Plenum ein "Ausschuss", der alle Anträge vorberiet und eventuell modifizierte, außerdem aus seiner Mitte weitere Amtsträger stellte, wie den Fechtwart, den Festwart und den Turnwart. Die Mitglieder durften sich im Allgemeinen nicht untereinander duellieren. Streitigkeiten schlichtete ein Ehrengericht, das jedoch bei besonders schwerer Beleidigung das Duell gestatten konnte.
Im Dezember 1819 musste die Burschenschaft nach dem erfolgreichen Attentat Karl Ludwig Sands gegen August von Kotzebue aufgelöst werden. Es entstanden mehrere lose Vereinigungen, die den Zusammenhalt jedoch aufrechterhalten konnten. Die Auflösung der Burschenschaft führte daneben aber auch zum Austritt eines Teils ehemaliger Angehöriger der Bavaria, welche ihre Verbindung mit Hilfe der anderen Landsmannschaften ebenfalls im Dezember 1819 wieder errichteten.
Im Sommersemester 1820 konnte die Burschenschaft wieder erneuert werden und umfasste zeitweise zwei Drittel der rund 600 Studenten Würzburgs. Robert von Mohl hat seine Eindrücke über die damalige Germania wie folgt verfasst: "In Würzburg fanden wir die Burschenschaft sehr in Blüte; sie war die wesentlich vornehmere Verbindung und der ganze bayerische Adel bei ihr beteiligt." Es lässt sich die Zugehörigkeit von 26 fränkischen und bayerischen Adelsgeschlechtern innerhalb der Germania nachweisen. Im Sommer 1824 musste die Burschenschaft abermals aufgelöst werden. Am 13. März 1825 konnte sie wieder aufgemacht werden, wobei sie zunächst den Decknamen Concordia, später (Sommersemester 1826) den Decknamen Amicitia annahm.
Nachdem die Würzburger Burschenschaft beim Bamberger Burschentag im Jahr 1827 mit dem Antrag zunächst noch gescheitert war, gelang es ihr auf dem Burschentag 1831 in Dresden die Formulierung "christlich-deutsch" innerhalb der Konstitutionen der Burschenschaften in "deutsch" abzuändern, um auch formal die Aufnahme von Juden zu ermöglichen.
Während der Vormärzzeit traten die „Germanen“ am lebhaftesten innerhalb der Allgemeinen Deutschen Burschenschaft für die Unterstützung des Preßvereins ein, der sich die Erlangung der Pressefreiheit sowie die Vereinigung aller Staaten des deutschen Sprachraums zum Ziele gesetzt hatte. Sie waren es auch, die besonders auf die Abhaltung eines Burschentages 1832 in Stuttgart drängten, auf welchem beschlossen wurde, dass das Ziel der Burschenschaften die Erregung einer Revolution sei und dass sich die Allgemeine Deutsche Burschenschaft dem Preßverein anschließen solle. Folglich waren einige Mitglieder der Burschenschaft Germania im Jahr 1833 maßgeblich am Frankfurter Wachensturm beteiligt, um durch einen Überfall auf die Hauptwache und die Konstablerwache in Frankfurt am Main eine allgemeine Revolution in Deutschland auszulösen.
Infolge des Frankfurter Wachensturms kam es ab April 1833 deutschlandweit zu einer neuen Verfolgungswelle, welche auch die Würzburger Burschenschaft nicht überdauerte. Nach der Auflösung der Würzburger Burschenschaft im Mai 1833 fehlen Hinweise, die auf ein weiteres Fortbestehen hindeuten würden.

### Germania von 1842
Am 2. Juli 1842 gründeten Studenten eine neue Verbindung mit dem Namen Germania; diese stand ganz im Zeichen des Progress. Germania war zu dieser Zeit in Würzburg die einzige Verbindung neben den Corps. Weitere Gründungen von Nichtcorpsverbindungen erfolgten erst ab März 1848. Zur körperlichen Ertüchtigung ihrer Mitglieder betrieb die Verbindung zeitweise (1845–1852) einen eigenen Turnplatz, der auch anderen Studenten offenstand. An den Ereignissen der Jahre 1848/1849 hatte die Verbindung regen Anteil; insbesondere nahmen sämtliche in Würzburg befindlichen Mitglieder am Auszug der Würzburger Studentenschaft nach Wertheim (20.–26. Mai 1849) teil. Im Mai 1848 erhielt die 'Studentengesellschaft Germania' die Genehmigung durch das Bayerische Innenministerium und am 9. August 1848 wurden erstmals die nun genehmigten Farben schwarz-gold-hellblau angelegt.
Nachdem 1853 durch erheblichen Rückgang der Mitgliederzahlen die ersten Schwierigkeiten im Verbindungsleben aufkamen, musste die Germania im Mai 1856 wegen innerer Zwistigkeiten und Mangels an Mitgliedern suspendieren.
1865 fand eine im Vorjahr (25. Mai 1864) gegründete Verbindung namens „Union“ Anschluss an das Philisterium der Germania und übernahm zunächst deren Namen, 1866 auch deren Farben. 1874/1875 musste auch sie aufgrund fehlenden Nachwuchses aufgelöst werden.
Anfang der 1880er Jahre entstand eine lose Tischgesellschaft, welche sich den Namen „Corona“ gab. Deren Mitglieder rekonstituierten am 30. November 1886 die Studentenverbindung Germania. Die Mitglieder aus den Zeiträumen 1842 bis 1857 und 1865 bis 1875 schlossen sich der rekonstituierten Verbindung großenteils an; im Januar 1887 wurde von diesen die Verschmelzung beschlossen. Ein offizieller Rekonstitutionskommers wurde am 13. Juni 1887 gefeiert.
Diese Germania war nichtfarbentragend und bekannte sich im Gegensatz zu ihren Vorgängerinnen faktisch zum Grundsatz der unbedingten Satisfaktion mit der Waffe. Diese Grundsatzänderung in Verbindung mit der inzwischen verschärften Haltung der katholischen Kirche zu Duell und Mensur dürfte der Grund für den Umstand sein, dass sich nur wenige der in der Germania von 1842 zahlreichen katholischen Theologen der rekonstituierten Verbindung anschlossen. Bestimmungsmensuren wurden zu dieser Zeit nicht geschlagen.
Im Wintersemester 1895/96 bereitete die Aktivitas durch eine Befragung der Alten Herren sowie Fühlungnahme mit der Burschenschaft Arminia die Umwandlung der Verbindung in eine Burschenschaft vor. Nach einer abendlichen Farbenkneipe am 29. Februar 1896 führte Germania noch als „Studentenverbindung“ ab 1. März 1896 das öffentliche Farbentragen wieder ein. Bei der zu Beginn des Sommersemesters 1896 durchgeführten Entréesuite zur Aufnahme in den burschenschaftlichen Waffenring wurden sämtliche Germanen abgestochen. Zum Burschentag 1896 erfolgte die Aufnahme als probende Burschenschaft, im Folgejahr die endgültige Aufnahme in den Allgemeinen Deputierten-Convent (heute Deutsche Burschenschaft).

Die Germania als Mitglied der Deutschen Burschenschaft (1915)

### Während der Weltkriege
Im Jahre 1914 erfolgte der Erwerb der Gaststätte Nikolausburg, der Beginn des Ersten Weltkrieges verhinderte jedoch zunächst einen Umbau.
168 Mitglieder der Burschenschaft Germania zogen in den Krieg und 34 starben im Einsatz.
Die Wiedereröffnung des studentischen Lebens erfolgte 1919 mit einem Dämmerschoppen aller Würzburger Korporationen. 1928 wurde die zum Germanenheim umgebaute Nikolausburg eingeweiht.
Nach der Machtergreifung begann im Rahmen der Gleichschaltung der Burschenschaften die Eingliederung in den Nationalsozialistischen Deutschen Studentenbund. 1935 wurden die Burschenschaften in Kameradschaften und die Altherrenschaften in Altkameradschaften umgewandelt.
Die weiterhin mitgliederstarke Germania gehörte zu den Verbindungen, welche ohne erzwungene Vereinigung mit einer anderen Korporation einen Kameradschaftsbetrieb unterhalten konnten. Zu diesem Zweck unterstützte der Altherrenverband die Kameradschaft „Gneisenau“. In dieser wurde der Betrieb der Burschenschaft Germania heimlich wieder aufgenommen und es wurden weiterhin Mensuren gefochten.
Durch den Bombenangriff auf Würzburg am 16. März 1945 wurde auch das Germanenhaus zum großen Teil zerstört. 32 Germanen fielen während des Krieges, fünf weitere wurden als vermisst gemeldet.

### Nachkriegszeit
Nach dem Krieg erfolgte 1947 der Lizenzierungsantrag des Vereins Germanenheim e. V. an die amerikanische Militärregierung. 1948 wurde der Altherrenverband der Germania in München neu gegründet, 1949 kam es zur Wiedergründung der Aktivitas in Würzburg.
Im Jahr 1951 begann die Verbindung mit dem Wiederaufbau des durch Brandbomben zerstörten Germanenheims. Zur gleichen Zeit hob der Senat der Universität Würzburg das Verbot des öffentlichen Farbentragens auf.
Im Sommer 1956 konnten die Germanen im Rahmen eines Stiftungsfestes den Abschluss der Baumaßnahmen an dem elf Jahre zuvor zerstörten Haus feiern und die neugestalteten Räume beziehen.
1951 untersuchte der Germane Franz Ringler auf der Grundlage der ihm damals zur Verfügung stehenden Erkenntnisse mögliche Zusammenhänge zwischen der 1842 gegründeten Fortschrittsverbindung und der neun Jahre zuvor unterdrückten Burschenschaft. Hierbei kam er auf der Grundlage von (zum Teil später widerlegten) Erinnerungen von Angehörigen der alten Germania von 1842 und einem Vergleich der Symbole zu dem Ergebnis, dass die 1842 gegründete Verbindung als heimliche Fortsetzung der Burschenschaft angesehen werden könne. Die Forschungsergebnisse ihres Mitglieds nahm die Burschenschaft zum Anlass, das Stiftungsfest 1953 als 135./111. Stiftungsfest zu feiern.
Auch nach dem Zweiten Weltkrieg erstarkte Germania wieder und bildete eine der mitgliederstarken Verbindungen in der Deutschen Burschenschaft. Dies ermöglichte der Burschenschaft die Unterstützung auswärtiger Burschenschaften bei deren Wiederaufbau.
An der Pflichtmensur hielt Germania für sich auch während der siebziger und achtziger Jahre fest und forderte deren Bewahrung bzw. Wiedereinführung als Verbandsprinzip, ohne hiervon den Verbleib im Verband Deutsche Burschenschaft abhängig zu machen.

### Seit 2000

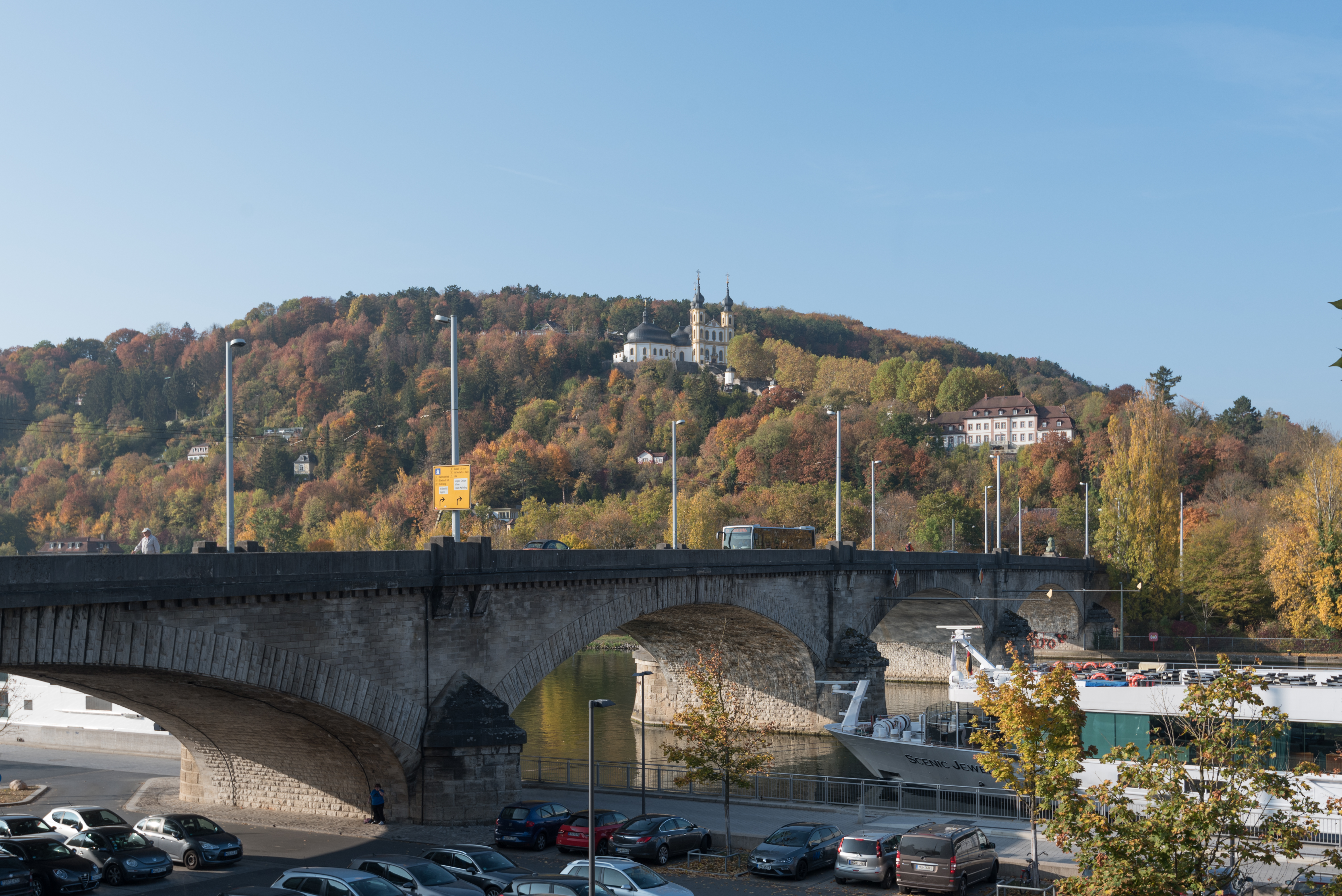
Germanenhaus (rechts oben) neben dem Käppele und über der Löwenbrücke

Nachdem die Germanen extreme Strömungen im Verband Deutsche Burschenschaft kritisierten und nicht mittragen wollten, trat die Burschenschaft Germania nach 112 Jahren Mitgliedschaft am 11. Oktober 2008 aus der Deutschen Burschenschaft aus.

Infolge des Austritts aus der Deutschen Burschenschaft traten mehrere Burschen und Alte Herren aus der Germania aus oder wurden ausgeschlossen. Diese gründeten am 18. Januar 2009 die „Würzburger Burschenschaft Libertas“, die am 12. Dezember 2009 mit der Burschenschaft Teutonia Prag fusionierte. Zwischen der Germania und der Burschenschaft Teutonia Prag besteht kein Kontakt.
Die Burschenschaft Germania unterstützt das Stolperstein-Projekt und hat die Patenschaft für einen in Würzburg verlegten Stolperstein übernommen.
2016 warf die Grüne Jugend der Germania Verbindungen zur Identitären Bewegung vor. Dies wird jedoch seitens der Germania vehement bestritten.
Sie veranstaltet unter dem Titel Germanenfete seit nunmehr 25 Jahren eine der größten Studentenpartys Würzburgs (Stand: 2024).

## Germanenhaus

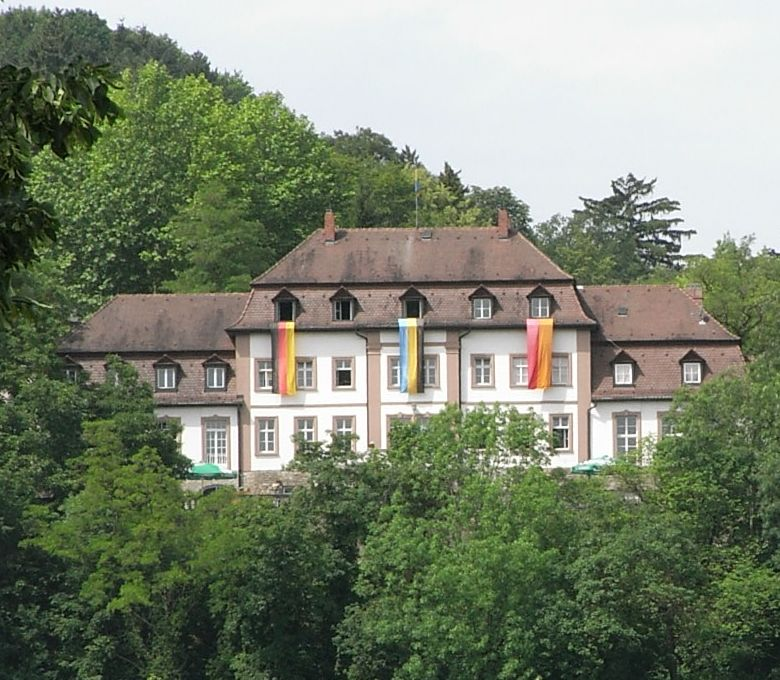
Das nach seiner Zerstörung im Zweiten Weltkrieg 1956 neu aufgebaute Germanenhaus in Würzburg

Das Verbindungshaus liegt direkt unterhalb des Würzburger Käppeles und verfügt über einen eigenen Ballsaal, ein großes Foyer, das sogenannte Pfälzer Zimmer, einen neu restaurierten Kneipsaal und in den oberen Stockwerken eine eigene Bibliothek, Computerzimmer und mehrere Zimmer für die studierenden Mitglieder.

## Verhältnisse
Aufgrund der Auswahl der Burschenschaften anderer Hochschulen, mit welchen Germania eine besondere Zusammenarbeit pflegte, ist sie den sogenannten „blauen“ Burschenschaften zuzurechnen. Diese standen in der damaligen Deutschen Burschenschaft ausgleichend zwischen „roten“ und „weißen“ Burschenschaften.
Die Burschenschaft Germania Würzburg ist Mitglied des 1922 in Salzburg gegründeten Kartells Schwarz-Roter Verband, das 2016 außerdem noch die Alte Königsberger Burschenschaft Alemannia in Kiel, die Burschenschaft Hansea-Alemannia zu Hamburg, die Burschenschaft Redaria-Allemannia zu Rostock und die Münchener Burschenschaft Franco-Bavaria umfasst. Daneben besteht ein Freundschaftsverhältnis mit der Burschenschaft Germania Jena.

## Bekannte Mitglieder

### Germania von 1818
- Gottfried Eisenmann (1795–1867), Arzt, Politiker, politischer Publizist und medizinischer Schriftsteller
- Georg Fresenius (1808–1866), Arzt und Botaniker
- Hermann Grashof (1813–1867), Regional-Politiker und Buchhalter
- Carl Freiherr von Künsberg-Langenstadt, Regierungspräsident von Niederbayern und der Oberpfalz, Ehrenbürger von Regensburg
- Maximilian von Lerchenfeld-Köfering (1799–1859), Diplomat, königl. Bayerischer Gesandter
- Gustav von Lerchenfeld (1806–1866), Finanzminister und später auch Innenminister nach den Märzunruhen 1848
- Bernhard Lizius (1812–1870), Teilnehmer am Frankfurter Wachensturm
- Heinrich Heinkelmann (1807–1866), Arzt und politischer Aktivist
- Wilhelm Hoffbauer (1812–1892), Abgeordneter der Frankfurter Nationalversammlung und dort Mitglied der radikaldemokratischen Fraktion
- Carl Friedrich von Marcus (1802–1862), Arzt, Psychiater und Hochschullehrer
- Karl Pfretzschner (1810–1878), bayerischer Kaufmann, Bankier und Abgeordneter des deutschen Zollparlaments
- Carl Richter (1808–1877), mecklenburgischer Arzt und Mitglied der Mecklenburgischen Abgeordnetenversammlung
- Hermann von Rotenhan (1800–1858), bayerischer Königlicher Kämmerer und Präsident der Kammer der Abgeordneten in Bayern
- Theodor Schwann (1810–1882), Physiologe, Entdecker des Pepsin, der nach ihm benannten „Schwannschen Scheide“ und zeigte, dass Tiere und Pflanzen aus Zellen bestehen
- Friedrich Julius Stahl (1802–1861), Professor für Staatsrecht an der Friedrich-Alexander-Universität Erlangen-Nürnberg, Mitglied des Preußischen Herrenhauses auf Lebenszeit, Berater des Königs Friedrich Wilhelm IV
- Franz Ludwig Philipp Schenk von Stauffenberg (1801–1881), Bayrischer Reichsrat und Präsident der Kammer der Reichsräte
- Friedrich Joseph Stöhr (1802–1875), Bürgermeister von Rückers, Mitglied der kurhessischen Ständeversammlung
- Nikolaus Titus (1808–1874), Jurist und Abgeordneter in der Frankfurter Nationalversammlung
- Heinrich Aloisius Treiber (1796–1882), Arzt und Philhellene
- Rudolf Wagner (1805–1864), Professor für Zoologie an der Friedrich-Alexander-Universität Erlangen-Nürnberg, Anatom, Physiologe und Entdecker der weiblichen Eizelle
- Friedrich Adolph Wislizenus (1810–1889), amerikanischer Arzt und Botaniker deutscher Abstammung, Teilnehmer beim Frankfurter Wachensturm
- Adolf von Zerzog (1799–1880), Gutsbesitzer und Politiker, Abgeordneter in der Frankfurter Nationalversammlung
- Joseph Zeyer (1801–1875), Jurist, Abgeordneter der bayerischen Kammer der Abgeordneten
- Theodor von Zwehl (1800–1875), bayerischer Staatsminister des Inneren und Regierungspräsident der Regierungsbezirke Oberbayern und Oberfranken

### Germania ab 1842
- Franz Bäke (1898–1978), Zahnarzt und Generalmajor der Wehrmacht
- Willi Banike (1900–1970), Oberbürgermeister der Stadt Dortmund
- Hans Bauerschmidt (1876–1968), Pädagoge, bayerischer Kultusbeamter und Fachautor
- Heinrich Bulthaupt (1849–1905), Autor, Professor, Leiter der heutigen Staats- und Universitätsbibliothek Bremen
- Hans Cain (1919–1983), Chefarzt der Pathologie am Katharinenhospital Stuttgart, Vorsitzender der Deutschen Gesellschaft für Pathologie
- Karl Engelhardt (1876–1955), Lehrer und Politiker (SPD), Mitglied der Bremischen Bürgerschaft
- Adam Flasch (1844–1902), Professor am Lehrstuhl für Archäologie der Universität Erlangen
- Cay Folkers (* 1942), Ökonom und Hochschullehrer
- Wolf Frankenburger (1827–1889), Jurist und Mitglied des Deutschen Reichstags
- Hans Gudden (1866–1940), Psychiater
- David Haunfelder (1912–1989), Zahnmediziner und Hochschullehrer
- Thomas von Hauck (1823–1905), Jurist, Mitglied des Deutschen Reichstags
- Wiegand Hennicke (1928–2000), Jurist, Mitglied des Abgeordnetenhauses von Berlin
- Vitus Ritter von Hertel (1863–1947), Jurist, Präsident der Reichsbahndirektion Augsburg
- Eugen Heßler (1882–?), Arzt, nationalsozialistischer Funktionär
- Theo Hupfauer (1906–1993), Reichsarbeitsminister, SS-Standartenführer
- Wilhelm Hübsch (1848–1928), badischer Kultusminister
- Karl Hüfner (1864–1949), Reichsgerichtsrat
- Volker Kähne (1941–2019), Jurist, Staatssekretär und Chef der Senatskanzlei von Berlin
- Emil Krauss (1883–1949), Mediziner, Marine-Generalarzt
- Gerhard Lawin (1890–1960), Theologe, Mitglied des Preußischen Landtages
- August Luchs (1849–1938), Professor an der Universität Erlangen
- Philipp von Michel (1845–1922), Oberbürgermeister und Ehrenbürger der Stadt Würzburg
- Julius Muthig (1908–1989), KZ-Arzt, SS-Sturmbannführer
- Lorenz Quaglia (1869–1934), Bezirksamtmann in Dingolfing und Günzburg
- Gottfried von Schmitt (1827–1908), Präsident des Obersten Bayerischen Landesgerichts, „Vater des deutschen Erbrechts“
- Gottfried Schmitt (1865–1919), Reichsgerichtsrat
- Wilhelm Silberschmidt (1862–1939), Rat am Obersten Bayerischen Landgericht
- Heinrich Stadelmann (1865–1948), Psychiater und Autor
- Gottfried Stumpf (1884–1962), Jurist, Reichsgerichtsrat
- Paul Stumpf (1886–1967), Jurist, Ministerialbeamter
- Karl Walther (1878–1948), Geologe und Paläontologe, der in Uruguay wirkte und dort ein Pionier der geologischen Erforschung des Landes war
- Roland Weise (1952), Diplom-Kaufmann, CEO der Media-Saturn-Holding
- Paul Wentzcke (1879–1960), Historiker und Honorarprofessor an der Johann Wolfgang Goethe-Universität Frankfurt am Main, Direktor des Stadtarchivs und des Historischen Museums in Düsseldorf
- Gerhard Westram (1907–1977), Jurist und Bundesanwalt

Mitgliederverzeichnisse:
- Willy Nolte (Hrsg.): Burschenschafter-Stammrolle. Verzeichnis der Mitglieder der Deutschen Burschenschaft nach dem Stande vom Sommer-Semester 1934. Berlin 1934. S. 1102.
- Verzeichnis aller Mitglieder, die jemals ein Germanen-Band getragen haben. Eigenverlag, 2011.